# 유교 (박향절후)
유교(劉交, ? ~ ?)는 전한 후기의 제후로, 육안무왕의 아들이다.

## 생애
경녕 원년(기원전 33년), 박향후(博鄕侯)에 봉해졌다.
시호를 절이라 하였고, 작위는 아들 유취가 이었다.

## 출전
- 반고, 《한서》 권15하 왕자후표 下

| 전임 (첫 봉건) | 전한의 박향후 기원전 33년 4월 정묘일 ~ ? | 후임 아들 유취 |